# Iradj El-Qalqili
Iradj Scheich El-Qalqili (* 24. März 1975 in West-Berlin) ist ein ehemaliger deutscher Ruderer.
El-Qalqili war Mitglied der deutschen Nationalmannschaft im Rudern für den Ruder-Weltcup 1998 und 1999 und hat zahlreiche Medaillen (sechsmal Gold, sechsmal Silber, sechsmal Bronze) auf deutschen (Jahrgangs-)Meisterschaften errudert. Er engagierte sich im Sportsektor in den palästinensischen Autonomiegebieten und war ehrenamtliches Vorstandsmitglied des palästinensischen Ruderverbandes. Aufgrund humanitärer Leistungen im Gazastreifen 2004 wurde er von Beduinenstämmen zum Scheich ernannt.
El-Qalqili war mit der deutschen Ruderin Kerstin Kowalski verheiratet, sein Bruder Joel und sein Cousin Jan Herzog sind ebenfalls ehemalige deutsche Ruderer.

## Sportliche Karriere
Iradj El-Qalqili begann seine Ruderkarriere beim Berliner Ruder-Club, wechselte kurzzeitig zum Potsdamer Ruder-Club Germania und beendete seine Karriere bei der Rudergesellschaft Wiking (Berlin) nach der Saison 1999. Seine größten internationalen Erfolge waren zwei Einsätze beim Ruder-Weltcup in den Jahren 1998 und 1999 im Zweier ohne Steuermann sowie im Achter der Leichtgewichte. Bei den Ruder-Weltmeisterschaften wurde er nicht eingesetzt. Beim Deutschen Meisterschaftsrudern gewann er zwei Silber- und fünf Bronzemedaillen in den Jahren 1994 bis 1999. Die Trainer Rita Hendes und Martin Strohmenger hatten den größten Einfluss auf seine kurze sportliche Karriere.
Als Trainer und Funktionär hat El-Qalqili die Mannschaften des Palästinensischen Ruderverbandes den Junioren-Weltmeisterschaften 2002 und 2003, dem asiatischen Olympiaausscheid 2004, und den Ruder-Weltmeisterschaften 2005 und 2006 betreut. Des Weiteren hat er während seines Aufenthaltes an der Wharton Business School das Universitätsruderteam betreut.

## Engagement in Palästina
Iradj El-Qalqili hat die Vereinten Nationen bei der Bekämpfung der Korruption in der Palästinensischen Autonomiebehörde unterstützt. Weiterhin hat er von 2003 bis ca. 2007 von Deutschland und den USA aus Jugendarbeit im palästinensischen Rudersport geleistet. Im palästinensischen Ruderverband bekleidete er dazu die Position des „Director of European Affairs“. Schwerpunkte der Arbeit bildeten ein Ruderergometerprojekt für Kinder und Jugendliche im Gazastreifen sowie die Organisation internationaler Regattabeteiligungen von Mark Gerban und einigen Nachwuchssportlern.